# Hòa Cường Bắc
Hòa Cường Bắc là một phường thuộc quận Hải Châu, thành phố Đà Nẵng, Việt Nam.
Phường Hòa Cường Bắc có diện tích 3,17 km², dân số năm 2005 là 19.591 người, mật độ dân số đạt 6.180 người/km².

## Lịch sử
Phường Hòa Cường Bắc được thành lập năm 2005 trên cơ sở một phần diện tích và dân số của phường Hòa Cường.